# 不受歧視的自由
不受歧視的自由（英語：Freedom from discrimination）是一項普遍受到國際社會承認的人權，其內涵與平等主義相輔相成。不受歧視的自由權利被《世界人權宣言》以及包含《公民及政治權利國際公約》與《經濟、社會及文化權利國際公約》等在內的國際人權法公約所廣泛認可。
不受歧視的自由權利與在歷史上長期受到歧視的弱勢團體息息相關。為了弭平任何形式的歧視，不受歧視的自由在《消除一切形式種族歧視國際公約》、《消除對婦女一切形式歧視公約》，以及《身心障礙者權利公約》內皆有詳盡規定。

## 人權
不受歧視的自由是一人權概念，因此同樣屬於全人類與生俱來的權利。於1948年通過的《世界人權宣言》，其開頭如此寫道：
|  | 「鑒於對人類家庭所有成員的固有尊嚴及其平等的和不移的權利的承認，乃是世界自由、正義與和平的基礎。」 |

《世界人權宣言》第一條：
|    | 「人人生而自由，在尊嚴和權利上一律平等。他們賦有理性和良心，並應以兄弟關係的精神相對待。」 |
| —— |                                                                                            |

《世界人權宣言》第二條：
|    | 「人人有資格享受本宣言所載的一切權利和自由，不分種族、膚色、性別、語言、宗教、政治或其他見解、國籍或社會出身、財產、出生或其他身分等任何區別。並且不得因一人所屬的國家或領土的政治的、行政的或者國際的地位之不同而有所區別，無論該領土是獨立領土、托管領土、非自治領土或者處於其他任何主權受限制的情況之下。」 |
| —— | |